# Batman: Revenge
Batman: Revenge, the Batman LEGO Film é um filme de 2003, de curta-metragem de animação, utilizando a técnica stop motion. É uma produção independente do diretor e animador Jonathan Markiewitz, que salienta que a mesma não é associada com a DC Comics, a Warner Brothers, ou o LEGO Group de qualquer modo oficial. O filme sem fins lucrativos não foi feito para a promoção comercial ou anúncio de brinquedos LEGO, da linha LEGO Batman ou quaisquer produtos associados.
O filme foi creditado como a produção que trouxe os filmes de fãs de Batman para o estado da arte da animação "stop motion" e contribuiu indiretamente para difundir o fenômeno MOC da linha LEGO Batman.
A produção destaca-se por ser o primeiro filme de fã de LEGO Batman produzido na história e um dos primeiros filmes de fãs a utilizar os blocos LEGO como meio de criação. Em 2005 a Infuze Magazine elogiou a produção. Quando de seu fim-de-semana de abertura na Internet, o número de downloads chegou a vários milhares com um "rating" de 4,5 a 5 estrelas entre os membros do SuperheroHypeDotCom e de 5/5 entre os do BatmanFanFilms.Com.
De acordo com o Stop-Motion Online é o filme que "tornou os LEGO bons outra vez" (no original: "made LEGOs cool again.").

## Enredo
O Charada (em Portugal, o "Enigma") evade-se do Asilo Arkham com o único propósito de levar a cabo a sua vigança sobre o Cavaleiro Negro. Para esse fim, covardemente rapta um dos colaboradores mais próximos de Batman, o Comissário Gordon. Com o emprego do Batmóvel e do Batwing, o Cruzado de Capa deve uma vez mais defender a população de Gotham City contra o vilão e sua gangue.